# 善福寺のイチョウ

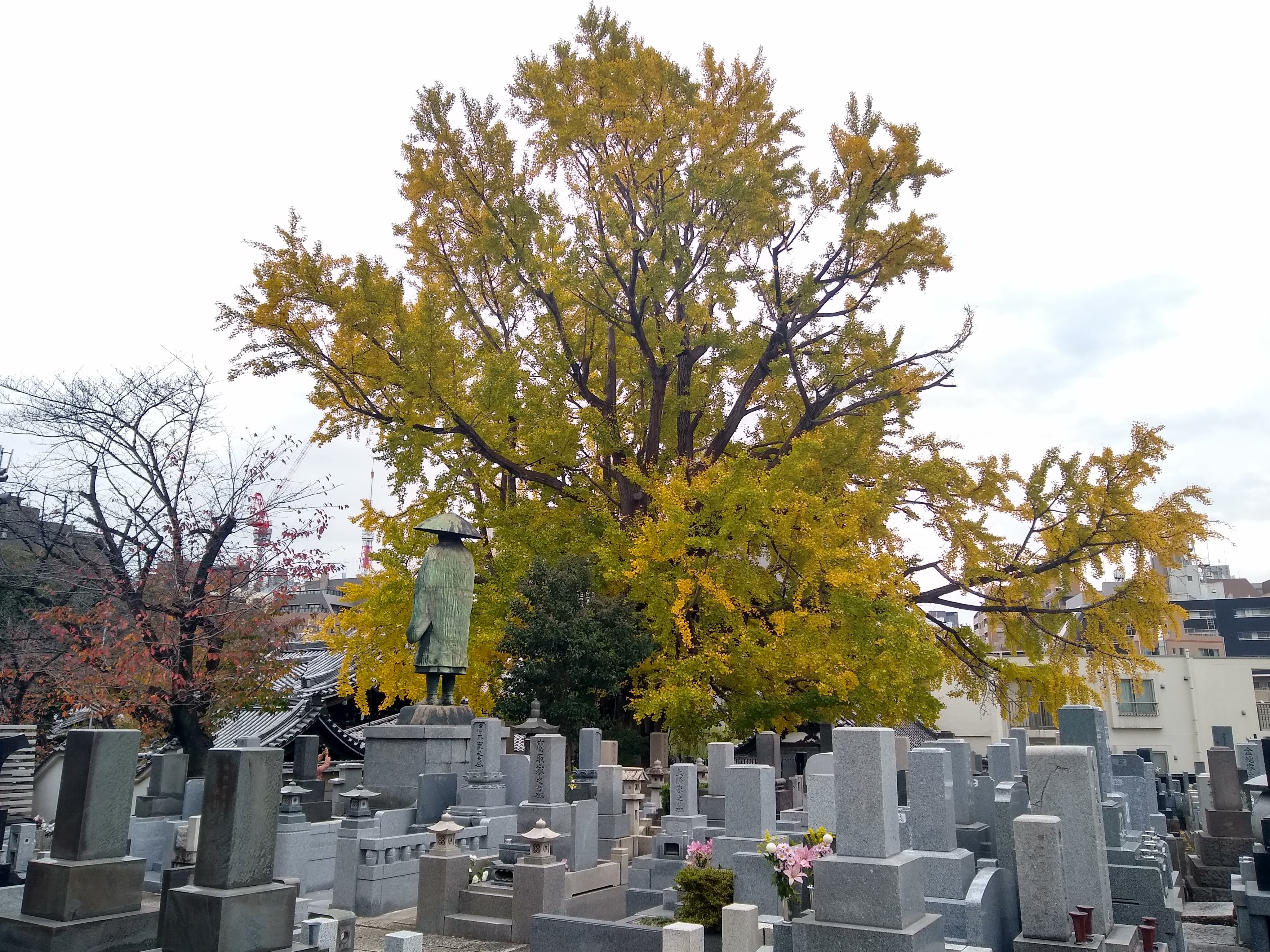
麻布十番善福寺の逆さイチョウ、2020年11月撮影

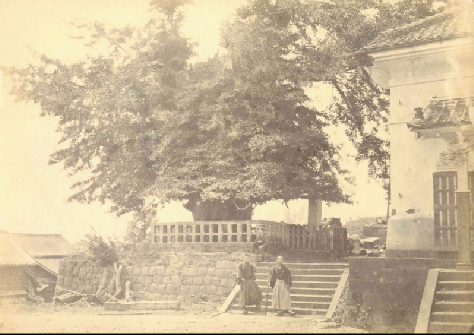
麻布山善福寺の逆さいちょうの木。1860-1870年頃内田九一撮影

善福寺のイチョウ（ぜんぷくじのイチョウ）は、東京都港区元麻布一丁目の善福寺境内に生育するイチョウの巨木（雄株）である。浄土真宗の開祖、親鸞が善福寺を訪れた際に地に挿した杖が芽吹いて成長したものといい、推定の樹齢は750年以上と伝わる。1926年（大正15年）に国の天然記念物に指定されたが、1945年（昭和20年）の空襲で幹の大部分を焼損した。後に樹勢を回復し、秋には多くの葉を黄葉させている。東京都内で最大級のイチョウの巨木である。

## 由来
善福寺は正式名称を「麻布山善福寺」といい、浄土真宗本願寺派に属する。その歴史は824年（天長元年）に遡り、東京都内では浅草寺に次ぐ古寺である。寺伝によれば、この地に空海が高野山を模して麻布山善福寺を開山したのが始まりであり、当初は真言宗の寺院であった。
鎌倉時代に入って、越後国に流されていた親鸞が罪を赦されて京へ帰還する途上に善福寺を訪ねた。親鸞を迎えたのは当時17歳の了海で、7歳で仏門に入った後に比叡山で顕密二法を修めた学識ある僧侶であった。了海は親鸞の高徳に傾倒し、善福寺全体を真言宗から浄土真宗へと改宗した。親鸞は善福寺を去るにあたって持っていた杖を地へと挿し、「念仏の弘法、凡夫の往生もまたかくの如きか」との言葉を残した。やがて杖からは根が生え、芽吹き、枝葉を広げて大きなイチョウの木となった。この出来事があったのは、1229年（寛喜元年）のことと伝わっている。
この木は親鸞の杖の故事から「逆さイチョウ」や「御杖イチョウ」とも呼ばれ、霊木として名高い木であった。江戸時代後期に刊行された『江戸名所図会』には、善福寺山門左手、石垣上に樹勢盛んなこの木が描かれている。推定の樹齢は750年以上と伝わり、1926年（大正15年）10月10日に、史蹟名勝天然紀念物保存法（当時）に基づいて国の天然記念物に指定された。第2次世界大戦前の測定では、樹高数十メートルを測って樹勢も盛んであった。イチョウ雄株特有の大きな気根（乳）を垂らしていたため、かつては母乳の出の悪い婦人が参詣してこの乳を削って飲む風習があり、効果が高かったと伝わる。
1945年（昭和20年）5月25日、アメリカ軍の空襲によって善福寺一帯も被害を受け、本堂は全焼した。この木も類焼して幹の上部を失い、それでもイチョウ特有の耐火性を示して、枯死することなく根元付近から蘇生した。行き届いた保護の手と十分な空間に恵まれたため、やがて樹勢を取り戻して1メートル以上ある気根を垂らすようになり、秋には多くの葉を黄葉させるまでになった。2009年に発行された『神様の木に会いに行く 神秘の巨樹・巨木・ご神木の聖地巡礼』（高橋弘著）によれば、樹高は20メートル、幹周は10.77メートルを測っている。この木は、東京都内で最大級のイチョウの巨木である。
木のそばには、「祖師聖人御杖銀杏樹」という石標と親鸞の銅像が建てられている。なお、品川区の「光福寺のイチョウ」（品川区指定天然記念物）とは兄弟の木という伝説がある。それは、親鸞の門下となった了海が善福寺のイチョウの一枝を貰い受けて、この地に挿したものが成長したためという。

## 交通アクセス
所在地
- 東京都港区元麻布一丁目6番21号 善福寺境内

交通
- 都営地下鉄大江戸線・東京メトロ南北線麻布十番駅から約300メートル（徒歩約5分）[7][11]。